# Inedito
Inedito – jedenasty studyjny album włoskiej piosenkarki Laury Pausini, wydany w dniu 11 listopada 2011 roku. Album został również wydany w języku hiszpańskim pod nazwą Inédito w dniu 15 listopada 2011. Wielkim sukcesem tego albumu jest sprzedaż ponad 1,5 mln płyt na całym świecie w ciągu niecałych trzech miesięcy.

## Lista utworów

### "Inedito"
1. "Benvenuto" – 3:56
2. "Non ho mai smesso" – 3:23
3. "Bastava" – 3:32
4. "Le cose che non mi aspetto" – 3:44
5. "Troppo tempo" - feat. Ivano Fossati – 4:04
6. "Mi tengo" – 3:38
7. "Ognuno ha la sua matita" – 3:44
8. "Inedito" - feat. Gianna Nannini – 3:11
9. "Come vivi senza me" – 3:22
10. "Nel primo sguardo" - feat. Silvia Pausini – 4:33
11. "Nessuno sa" – 3:06
12. "Celeste" – 4:01
13. "Tutto non fa te" – 4:00
14. "Ti dico ciao" – 3:15

### "Inédito"
1. "Bienvenido" – 3:56
2. "Jamás abandoné" – 3:23
3. "Bastaba" – 3:32
4. "Las cosas que no me espero" – 3:44
5. "Hace tiempo" - feat. Ivano Fossati – 4:04
6. "Me quedo" – 3:38
7. "Cada uno juega su partida" – 3:44
8. "Inédito (Lo exacto opuesto de ti)" - feat. Gianna Nannini – 3:11
9. "Como vives tú sin mí" – 3:22
10. "A simple vista" – 4:33
11. "Quién lo sabrá" – 3:06
12. "Asì celeste" – 4:01
13. "Lo que tú me das" – 4:00
14. "Te digo adiós" – 3:15